# Folkalliansen för framsteg
Folkalliansen för framsteg, Volksalliantie Voor Vooruitgang (VVV) är en valallians i Surinam, bestående av partierna:
- Demokratisk nationell plattform 2000
- Baspartiet för förnyelse och demokrati
- Kerukanan Tulodo Pranatan Ingit

I parlamentsvalet den 25 maj 2005 fick alliansen 14,5 % av rösterna och fem (av 51) mandat i nationalförsamlingen.
Gruppledare är förre presidenten Jules Wijdenbosch.